# NGC 3937
NGC 3937是一个位于狮子座的椭圆星系或透鏡狀星系，距离地球3.1亿光年，1785年4月27日由威廉·赫歇爾发现，属于電波星系。
NGC 3937属于NGC 3937星系群，该星系群位于后髮座超星系團。星系群的速度离散为306km/s，包括NGC 3910、NGC 3929、NGC 3940、NGC 3943、NGC 3947、NGC 3954等星系。